# Lautaro (Chile)
Lautaro ist eine Kommune im Süden Chiles. Sie liegt in der Provinz Cautín in der Región de la Araucanía. Sie hat 38.013 Einwohner und liegt ca. 30 Kilometer nordöstlich von Temuco, der Hauptstadt der Region.

## Geschichte
Die Kommune Lautaro wurde nach einem Kriegshäuptling der Mapuche, Lautaro, benannt. Schon vor Ankunft der Europäer wurde das Gebiet von den Mapuche besiedelt. Im Februar 1881 wurde im Zuge der Annektierung der Region dort, wo sich heute die Kommune Lautaro befindet, eine Militärfestung errichtet. In den folgenden Jahren siedelten verstärkt Kolonialisten unter anderem aus der Schweiz, Deutschland, Frankreich und Spanien um die Festung. Am 22. Dezember 1891 wurde Lautaro schließlich offiziell als eigenständige Kommune anerkannt. In den folgenden Jahren gehörte Lautaro administrativ zu verschiedenen Departements. Daneben spielte auch die Anbindung an die Eisenbahn eine wirtschaftlich wichtige Rolle für die Gemeinde. In der Mitte des 20. Jahrhunderts siedelten verschiedene Industriefirmen in Lautaro.

## Demografie und Geografie
Laut der Volkszählung aus dem Jahr 2017 leben in Lautaro 38.013 Einwohner, davon sind 18.448 männlich und 19.565 weiblich. 71,9 % leben in urbanem Gebiet, der Rest in ländlichem Gebiet. Neben der Ortschaft Lautaro gehören mehrere weitere kleine Siedlungen zur Kommune. Die Kommune hat eine Fläche von 901 km² und grenzt im Norden an Perquenco und an Victoria, im Osten an Curacautín, im Süden an Vilcún und im Westen an Temuco und an Galvarino.
Lautaro befindet sich zentral in der Region und wird von Río Cautín durchflossen.

## Wirtschaft und Politik
In Lautaro gibt es 604 angemeldete Unternehmen. Dabei spielt die Land- und Viehwirtschaft noch eine wichtige Rolle. Der aktuelle Bürgermeister von Lautaro ist der unabhängige Raúl Schifferli Díaz. Auf nationaler Ebene liegt Freire im 49. Wahlkreis, unter anderem zusammen mit Lonquimay, Vilcún und Melipeuco.

## Persönlichkeiten
- Carlos Schneberger (1902–1973), Fußball-Nationalspieler

## Fotogalerie

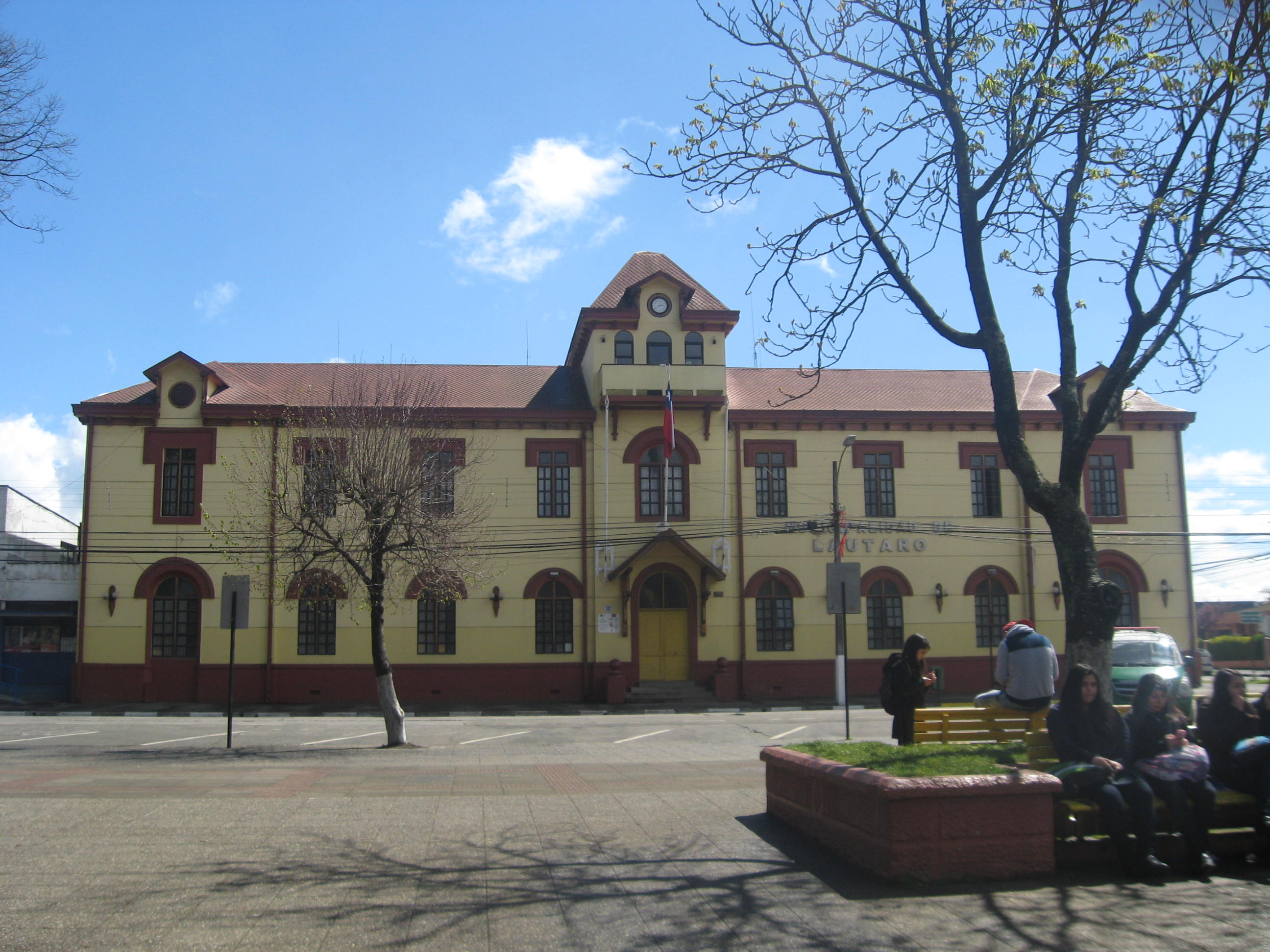
Das Rathaus von Lautaro
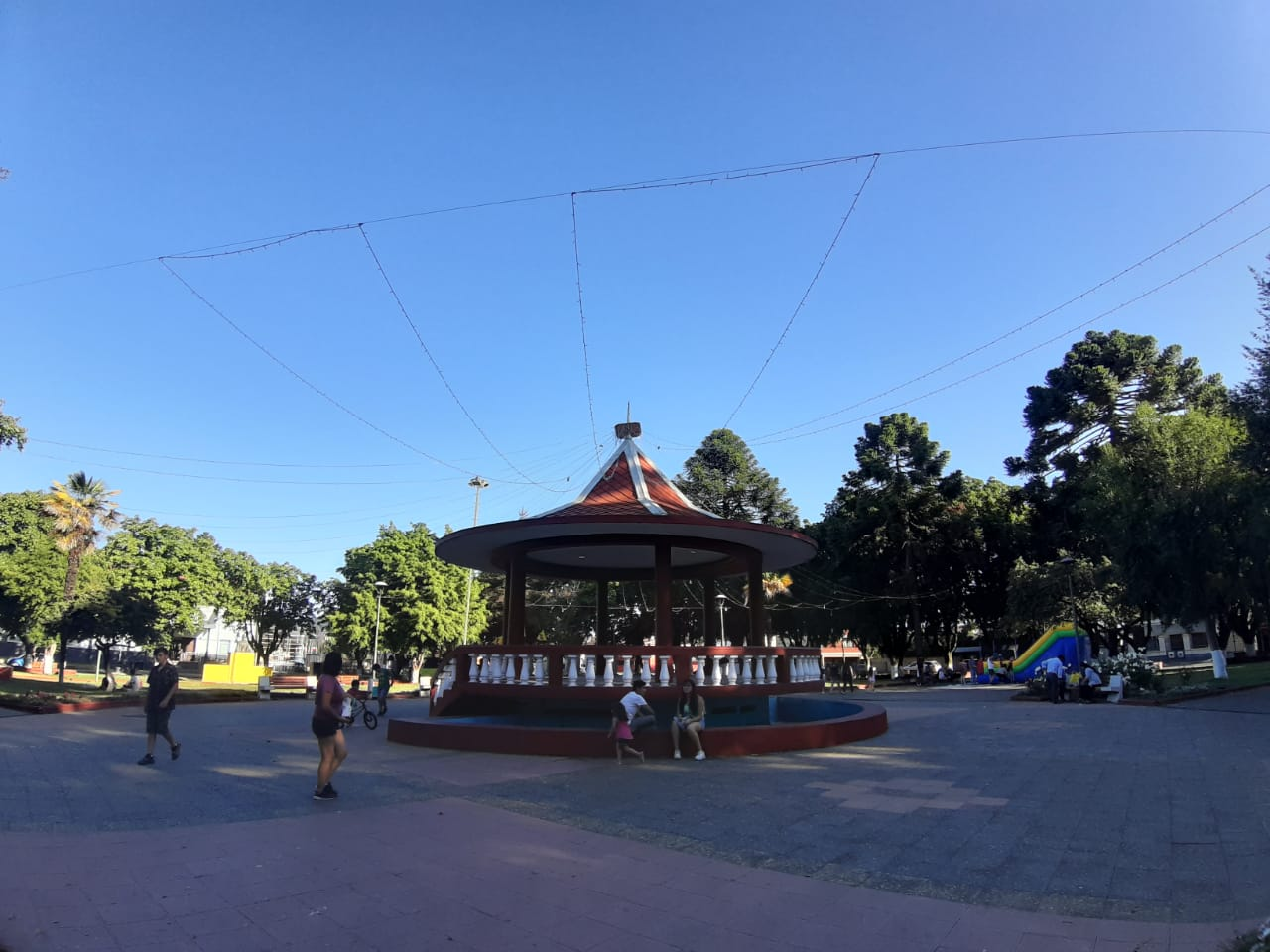
Der Plaza de Lautaro
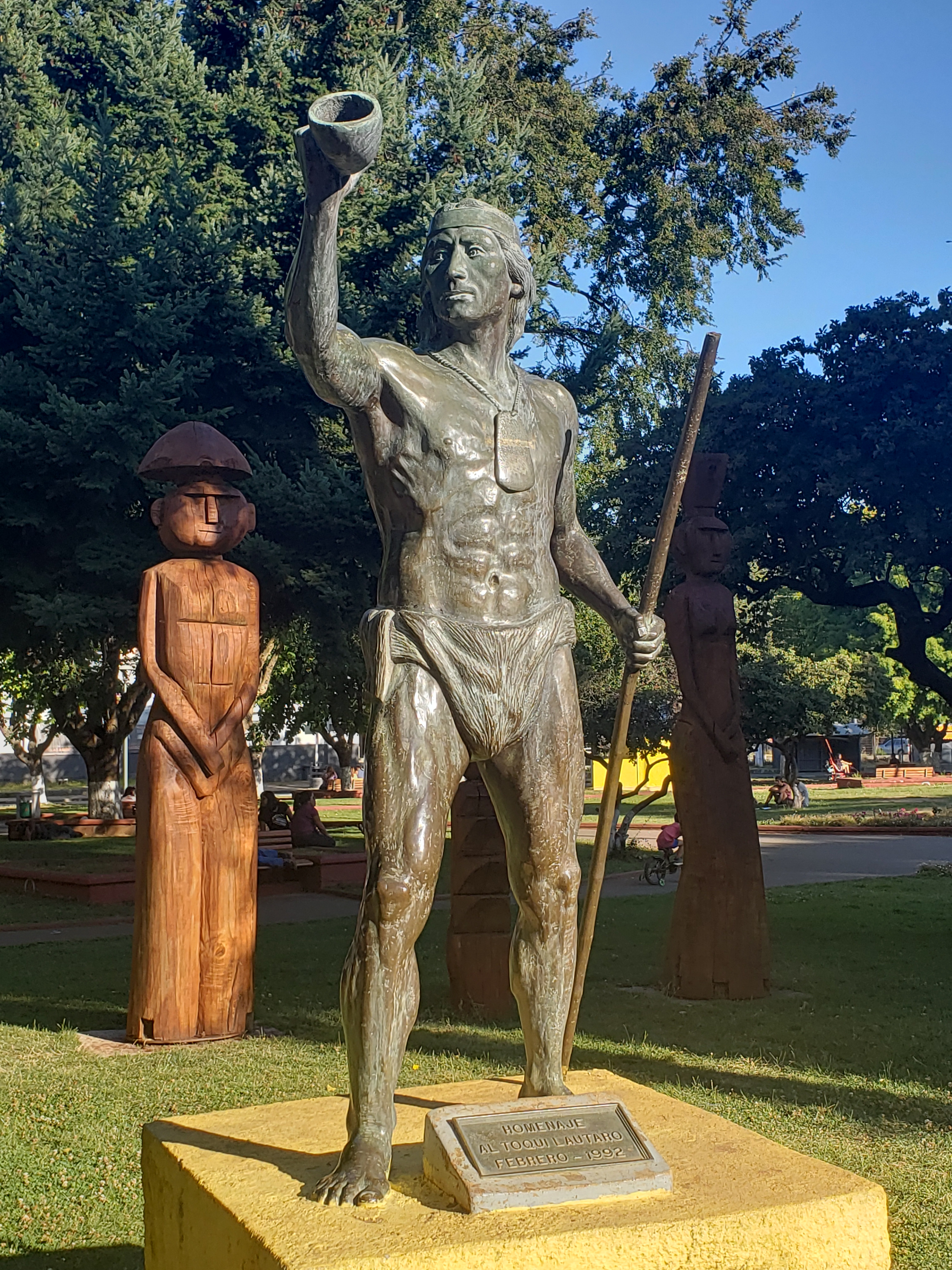
Statue des Mapuchehäuptlings Lautaro
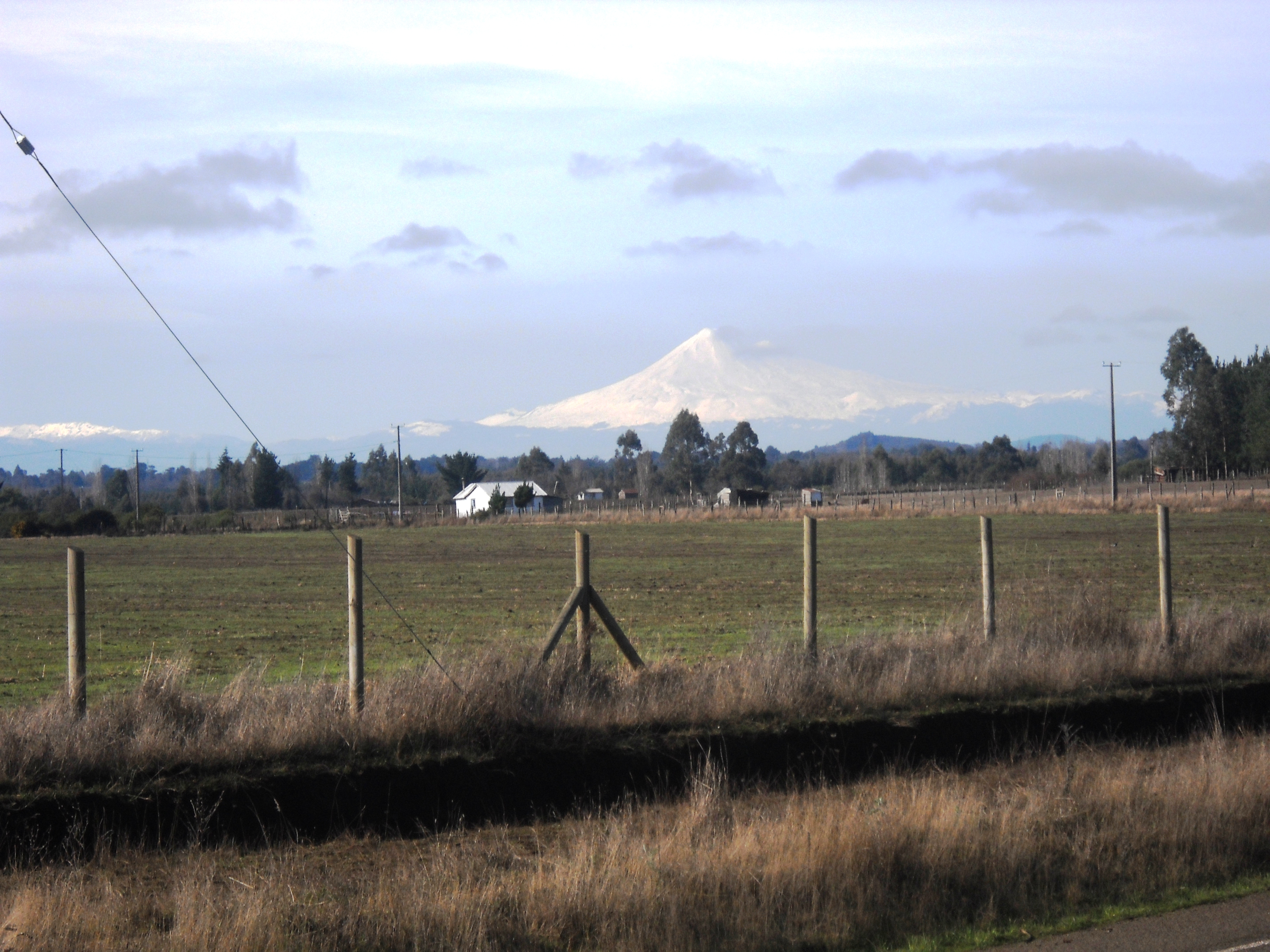
Blick auf den Llaima von Lautaro aus
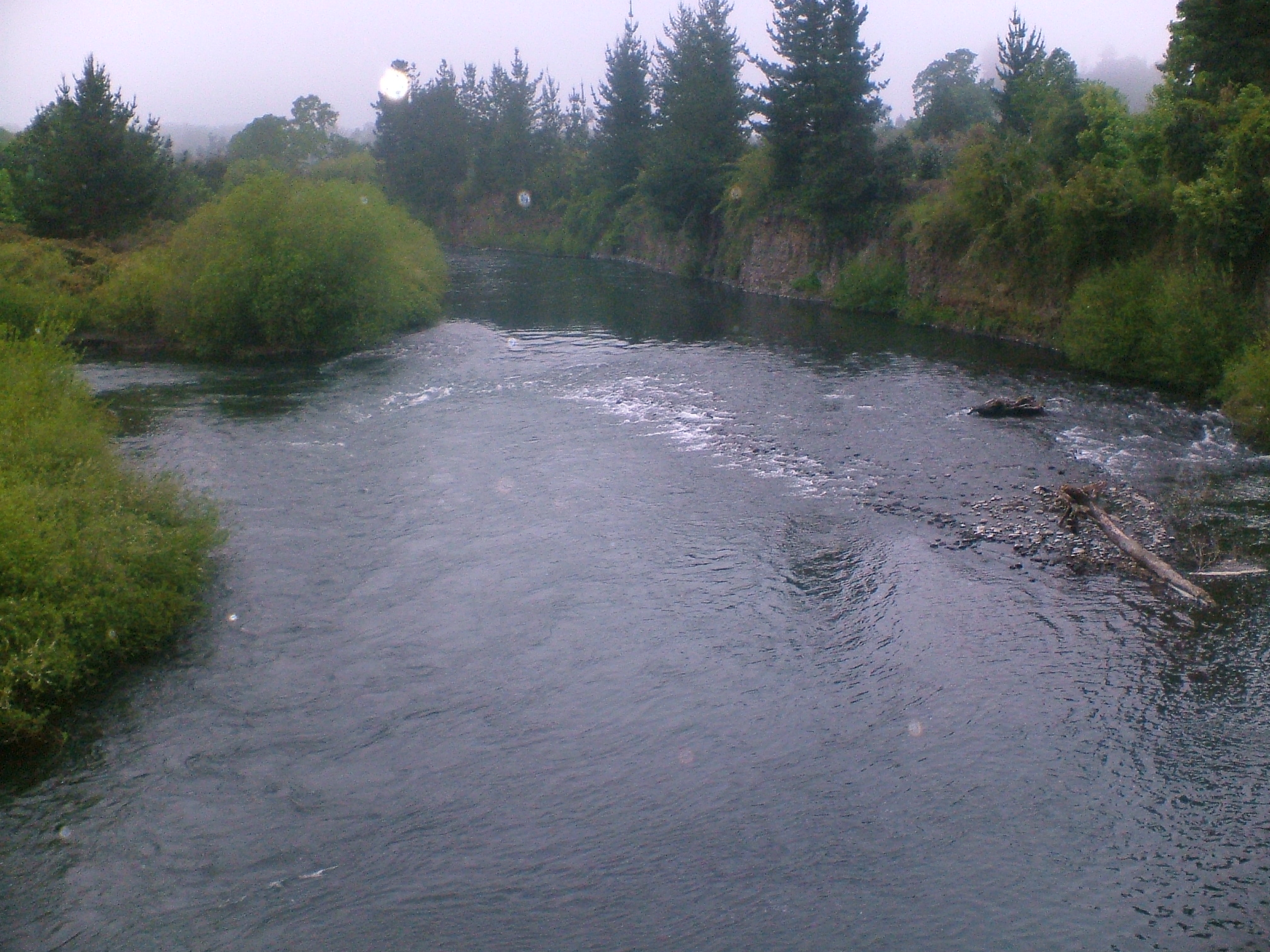
Der Río Cautín